# Mühlpöllnitz
Mühlpöllnitz ist ein zur Stadt Triptis im Saale-Orla-Kreis in Thüringen gehörender Weiler.

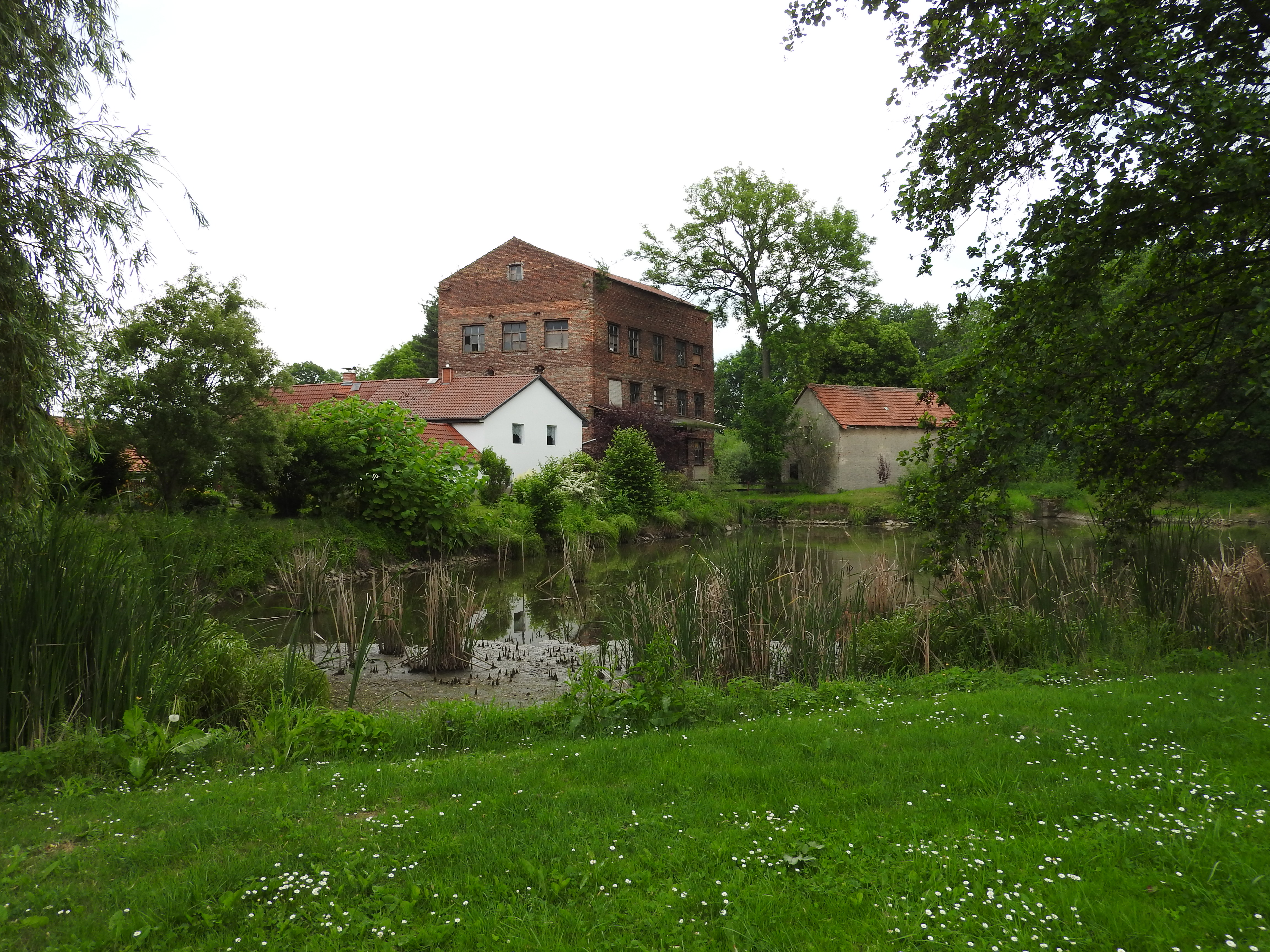
Mühlpöllnitz

## Geografie
Mühlpöllnitz liegt zwischen Oberpöllnitz und Mittelpöllnitz, eingebettet zwischen der Bundesstraße 281 und der Bahnstrecke Saalfeld–Gera.

## Geschichte
1786 wurde der Weiler Mühlpöllnitz erstmals urkundlich erwähnt. Gleich neben dem Quellgebiet des Pöllnitzbaches bei Oberpöllnitz reihen sich die Ortschaften Oberpöllnitz mit Mittelpöllnitz und Niederpöllnitz aneinander. Im Mühlpöllnitz sind noch große Mühlteiche vorhanden. Die namensgebende Mühle war eine Schneid- und Mahlmühle. 
1670 wurde ein Martin Heselbarth in Mühlpöllnitz erwähnt. 1681 war Georg Arzt in der Mühle tätig. 1719 kam das Rittergut und die Mühle in Besitz der Frau von Beust, geborene Pöllnitz, die es dann wieder verkaufte. 
1952 wurde ein neues Mühlengebäude errichtet, das ab 1954 von der LPG „Neues Leben“ genutzt wurde. Diese wurde 1968 in die LPG „Neue Zeit“ in Geroda integriert. 1991 wurde der Betrieb eingestellt. Seitdem stehen die neuen Gebäude leer, da keine wirtschaftliche Nachnutzung gefunden wurde. Die alten Gebäude wurden privat restauriert und sind als Wohnhäuser genutzt. Ein Teil der Mühlteiche dient der Karpfenzucht. 
Jetzt zeugen noch die Teiche der Mühle und die ländliche Idylle der alten Mühlenpöllnitzer Mühle mit dem Garten und den zur Erinnerung aufgestellten Mühlstein von einst.